# Cornelis de Kock

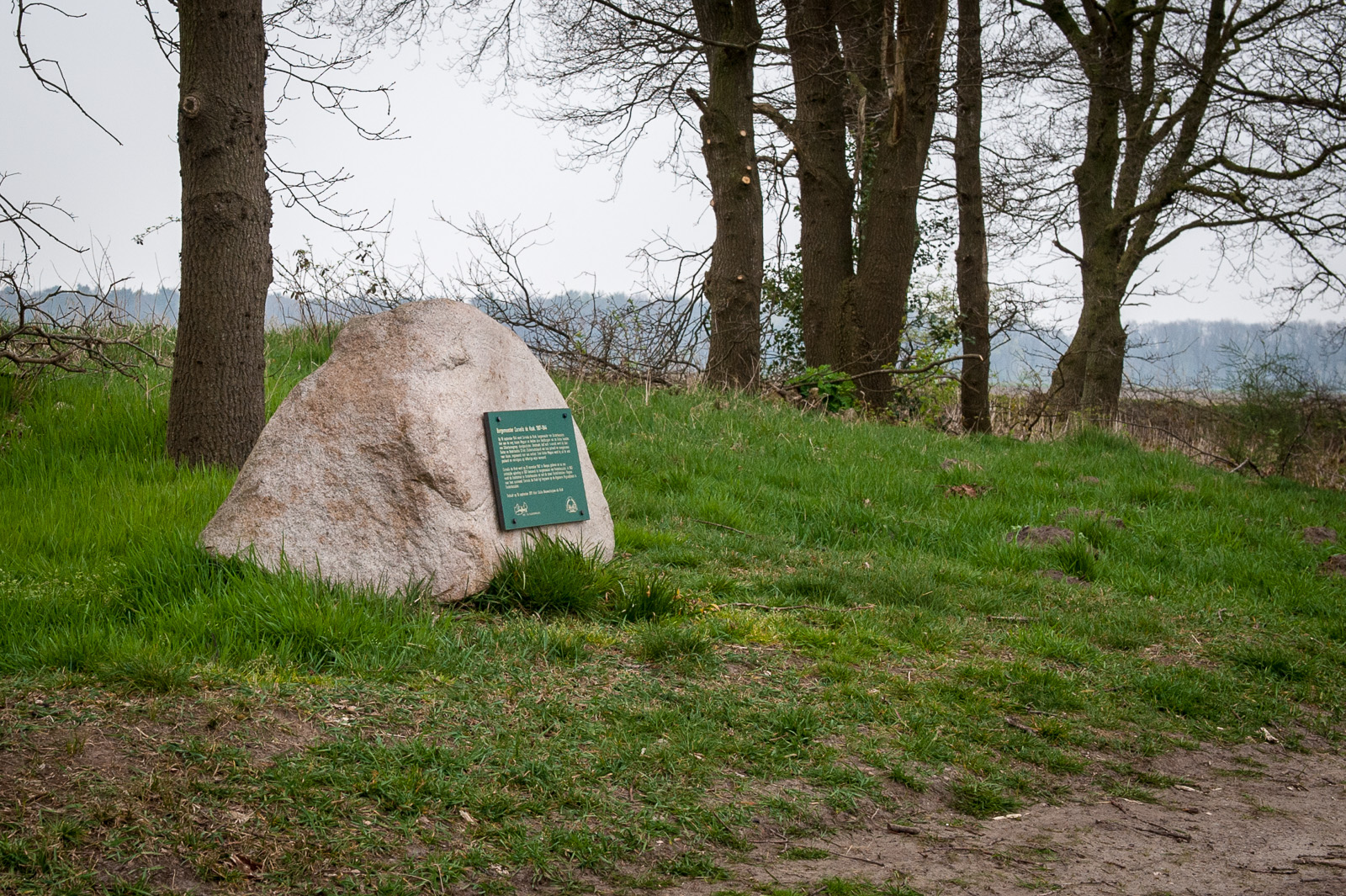
Monument voor Burgemeester Cornelis de Kock

Cornelis de Kock (Kampen, 21 november 1907 – Oosterhesselen, 18 september 1944) was een Nederlands politicus uit Drenthe.
Cornelis werd geboren in een woning op de Vloeddijk te Kampen als zoon van zuivelfabrikant Cornelis de Kock en Cécile Dorothé Portielje. Later verhuist de familie naar Zeist. Op 25 juni 1935 huwde hij met Bernardina Maria Elisabeth Rienstra.  Op dat moment woonde hij in Middelburg. 
De Kock werd in 1937 burgemeester van Oosterhesselen en werkte daar samen met wethouder Johannes Post en gemeentesecretaris Douwe Weima. Alle drie verzetten zij zich tegen de Duitse bezetter.
De Kock stond in aanzien bij het verzet en zette zich in om de inwoners van zijn gemeente vrij te stellen van werk voor de bezetters. Toen hij van plan was onder te duiken werd hij op 18 september 1944 door een Silbertanne-groep uit zijn huis gevoerd, waarna hij op de Aelderstraat werd doodschoten.
In Oosterhesselen is naar Cornelis de Kock een straat vernoemd, de Burgemeester de Kockstraat.
1. ↑  Geboorte Cornelis de Kock.
2. ↑  Huwelijksakte Cornelis de Kock en Bernardina Maria Elisabeth Rienstra, 25-06-1935.